# 伪伊西多尔
伪伊西多尔（Pseudo-Isidore）指加洛林帝国时期创作了一系列有影响力的伪造文书作者的通常命名，该创作者假托西班牙百科全书编纂家兼史学家塞维利亚的圣依西多禄之名，为受到当时指控的牧师提供法律上的保护，以使之免受审判并获得教会自治，维护教会财产。17世纪中叶，新教徒历史学家大卫·布隆德尔证实了该文书是伪造的。其真实身份可能是兰斯大主教埃博的亲信。